# Langschwanz-Zwerghamster
Der Langschwanz-Zwerghamster (Cricetulus longicaudatus) ist eine Art der Hamster. Von Armand David in der heutigen Inneren Mongolei entdeckt und 1867 von Alphonse Milne-Edwards als Cricetus (Cricetulus) longicaudatus beschrieben, ist er in mehreren Unterarten über den Norden und das Zentrum Chinas, die Mongolei, den Süden Sibiriens und den Osten Kasachstan verbreitet. Er ist nicht gefährdet.
Seine Körperlänge beträgt acht bis vierzehn Zentimeter. Dazu kommt ein vier bis fünf Zentimeter langer Schwanz. Oberseits ist sein Fell sandfarben-gelb oder dunkel-bräunlich-grau, unterseits ist es gräulich-weiß. Er ist eng an felsige Gebirgsregionen gebunden, ernährt sich hauptsächlich von Pflanzensamen sowie manchmal von Insekten und ist nachtaktiv. Sein selbstgegrabener Bau ist einfach und häufig bewohnt er Felsspalten oder die Baue anderer Tiere. Von März bis September bringt er in ein bis drei Würfen je vier bis neun Jungtiere zur Welt.
Vom nahe verwandten Daurischen Zwerghamster unterscheidet sich der Langschwanz-Zwerghamster durch den fehlenden Aalstrich und den längeren Schwanz, vom Grauen Zwerghamster durch die dunklen Ohren mit hellem Rand und den zweifarbigen Schwanz. Anhand des Schädels kann er vom Daurischen Zwerghamster durch das flache oder weniger gewölbte Scheitelbein und die kaum entwickelten, seitlichen Auswölbungen der Zahnfächer unterschieden werden.
Von anderen Arten der Grauen Zwerghamster unterscheidet er sich durch die großen Paukenblasen.

## Körpermerkmale

### Körpermaße und Fell
Der Langschwanz-Zwerghamster ist klein, etwa so groß wie der Daurische Zwerghamster oder etwas größer. Sein Schwanz ist schlank, lang und sichtlich länger als die Hinterpfoten. Die Kopf-Rumpf-Länge beträgt gewöhnlich 80 bis 135 Millimeter, die Schwanzlänge 35 bis 48 Millimeter, die Hinterfußlänge 15 bis 21 Millimeter, die Ohrlänge 15 bis 20 Millimeter und das Körpergewicht 15 bis 50 Gramm. Die Schwanzlänge macht gewöhnlich mindestens 33 Prozent der Kopf-Rumpf-Länge aus.
Nach Süden hin nimmt sie jedoch ab. So misst sie im Norden 35 bis 46 Prozent der Kopf-Rumpf-Länge,
bei Exemplaren aus Hebei lediglich etwa 30 Millimeter
und bei der Unterart Cricetulus longicaudatus chiumalaiensis in Qinghai nur 21 bis 39 Millimeter.
Das Fell ist dunkler als beim Grauen Zwerghamster.
Oberseits ist es einschließlich der Schnauze, der Backen bis hinunter zum Auge und zum Ohr, des Rückens bis zur Schwanzwurzel und der oberen Teile von Oberarm und Oberschenkel
sandfarben-gelb oder dunkel-bräunlich-grau. Die Unterseite ist gräulich-weiß mit am Ansatz gräulich-schwarzen und an der Spitze weißen Haaren.
Selten sind die Haare vollständig weiß.
Entlang der Körperseite verläuft eine scharfe, beinahe horizontale Linie, die durch die kontrastierende Färbung der Ober- und Unterseite gebildet wird. Oberseits ist der Schwanz dunkel, unterseits ist er reinweiß. Die Pfoten sind oberseits ebenfalls reinweiß.
An jeder Seite der Schnauze befindet sich am Ansatz der Tasthaare ein Fleck.
Die Ohrmuscheln sind innen und außen dunkel mit hellem Rand und manchmal mit auffallenden weißen Spitzen. Im Nacken und zwischen den Ohren kann das Fell durch die vielen dunklen Deckhaare etwas dunkler sein.
Ein deutlicher Aalstrich ist jedoch nicht vorhanden. Jungtiere sind aschgrau.
Bis auf die Ferse sind die Sohlen nackt.
Nach Süden hin wird das Fell der Oberseite gewöhnlich heller. Am dunkelsten ist das der nördlichen Unterart Cricetulus longicaudatus kozhantschikovi.
In Hebei ist die Nominatform ebenfalls deutlich dunkler, insbesondere im unteren Teil des Rückens. Hier stehen lange Haare mit schwarzen Spitzen zwischen zahlreichen größtenteils schieferfarbenen und an den Spitzen hell-gelbbraunen Haaren. Bei einigen Exemplaren deutet sich ein dunkler Aalstrich an. An den Körperflanken und in einem kleinen Bereich hinter jeder Ohrmuschel dominieren die schieferfarbenen Haare, was zu einer hell-ocker-gelbbraunen Färbung führt. Auf der Brust befindet sich eine ausgeprägte, gelbbraune Tönung.
Auch die Unterart Cricetulus longicaudatus chiumalaiensis ist oberseits etwas dunkler.

### Schädel
Der Schädel des Langschwanz-Zwerghamsters ist niedrig und oben leicht gewölbt oder beinahe eben. Die Schnauze ist schmal und lang.
Die Nasenbeine bilden eine in der Seitenansicht ausgeprägte Kerbe im Bereich der Sutura nasofrontalis aus. Das Scheitelbein ist flacher als beim Daurischen Zwerghamster und bildet nur dünne Fortsätze nach vorne aus.
Supraorbitalleisten sind nicht vorhanden. Die Gelenkknorren des Hinterhauptbeins ragen nach hinten nicht über dieses hinaus. Die Paukenblasen sind groß, hoch und rund. Die Schneidezahnlöcher sind lang und reichen bis hinter den Vorderrand des ersten oberen Backenzahns zurück. Das Foramen interpterygoideum ist tief und reicht nach vorne bis zum dritten oberen Backenzahn.
Die Spitzen der oberen Schneidezähne weisen stärker nach hinten als beim Daurischen Zwerghamster und die Schneidezähne sind dünner als beim Grauen Zwerghamster. Die von den Zahnfächern gebildeten Auswölbungen an den Seiten des Zwischenkieferbeins sind kaum entwickelt.
Die größte Schädellänge beträgt gewöhnlich 25 bis 31 Millimeter.
Allen (1940) gibt die größte Schädellänge von neun Exemplaren der Nominatform dagegen mit 23,2 bis 26,5 Millimetern, die Basallänge mit 20,0 bis 22,6 Millimetern, die Palatallänge mit 10,8 bis 12,5 Millimetern, die zygomatische Breite mit 11,8 bis 13,5 Millimetern und die Mastoidbreite mit 10,5 bis 11,9 Millimetern an. Die Breite über die Backenzähne gibt er mit 4,6 bis 5,1 Millimetern, die Länge der oberen Backenzahnreihe mit 3,3 bis 3,8 Millimetern und die Länge der unteren Backenzahnreihe mit 3,7 bis 3,9 Millimetern an.
Der Schädel von Cricetulus longicaudatus chiumalaiensis ist mit durchschnittlich 28,3 Millimetern Länge etwas größer und der Hirnschädel ist länger, etwas flacher und weist leichte Knochenleisten auf. Die Paukenblasen sind größer und etwas aufgebläht. Laut Wang und Cheng (1973) beträgt die größte Schädellänge 26,5 bis 30,7 Millimeter, die Palatallänge 12,3 bis 15,2 Millimeter, die Nasalialänge 9,5 bis 12,1 Millimeter, die zygomatische Breite 13,4 bis 15,5 Zentimeter, die Interorbitalbreite 4,2 bis 4,9 Millimeter und die Mastoidbreite 10,8 bis 12,0 Millimeter. Die Länge der Paukenblasen beträgt 5,2 bis 5,9 Millimeter und die Länge der oberen Backenzahnreihe 4,1 bis 4,5 Millimeter.

### Genetik
Die Anzahl der Chromosomen des Langschwanz-Zwerghamsters im doppelten Chromosomensatz ist 24 und die Armzahl der Autosomen ist 34.
Das X-Chromosom ist subtelozentrisch und das Y-Chromosom ist submetazentrisch.

## Lebensraum und Lebensweise

### Lebensraum, Ernährung und Fressfeinde
Der Langschwanz-Zwerghamster ist eine stenotope Art und eng an felsige Gebirgsregionen gebunden.
Im südlichen Teil seines Verbreitungsgebiets besteht sein Lebensraum aus Wüsten, Strauchland, Wäldern und Hochlandwiesen. Daneben kommt er in Gebirgssteppen, in Halbwüsten, in den Vorbergen und an den Südhängen von Gebirgen vor, wo Rispengräser und Sträucher wachsen.
Am häufigsten ist er in den Halbwüsten der Vorberge und in niedrig gelegenen Grassteppen bis in eine Höhe von 1900 Metern über dem Meeresspiegel. Er bewohnt außerdem unbebaute Artemisia-Gras-Steppen und die Ränder von Äckern.
Optimale Biotope sind die Hänge niedriger Gebirgskämme mit anstehendem Grundgestein und benachbarten Anhäufungen von Steinen und Felsen sowie alten Geröllhalden, die mit Sträuchern bewachsen sind. In der Mongolei könnte er auch in steinigen Geröllwüsten vorkommen.
Im Winter kann er als mäßig synanthrope Art in ländliche Gebäude und zeitweilige Behausungen vordringen.
In den Wüstengebieten von Shanxi westwärts über die Gobi ist er die häufigste Art der Grauen Zwerghamster.
Er ernährt sich hauptsächlich von Pflanzensamen und manchmal von Insekten.
So wurde bei 100 Prozent von mit gefüllten Backentaschen gefangenen Tieren pflanzliches Material, jedoch nur bei 26 Prozent tierisches Material gefunden.
In Tuwa fanden sich bei 74 Prozent der Tiere die Samen von Erbsensträuchern, bei 53 Prozent die von Weizen, bei 37 Prozent die von Tragant und zu einem völlig geringfügigen Anteil Insekten und vegetative Pflanzenteile. In Burjatien fanden sich bei 40 Prozent der Tiere Kerne von Faulbäumen, bei 32 Prozent die Samen von Labkräutern, bei 21 Prozent die von Gilbweiderich und bei 14 Prozent die von Knöterichen. Die Menge der Insekten war unbedeutend und vegetative Pflanzenteile fehlten.
Häufig wurden in Burjatien neben Felsspalten Häufchen aufgenagter Faulbaumkerne gefunden, die als Abfälle aus der Vorratskammer gedeutet werden. Die Anlage von Vorräten konnte auch in menschlicher Obhut beobachtet werden.
In Tuwa können diese bis zu 12 Kilogramm umfassen.
In Shanxi ist er ein wichtiges Beutetier des Steinkauzes.

### Bau, Aktionsraum und Aktivitätszeiten
Die Baue des Langschwanz-Zwerghamsters sind flach, erstrecken sich horizontal unter der Erdoberfläche und sind häufig unter Felsen angelegt. Sie enthalten Vorratskammern und mit Gras ausgekleidete Nester,
sind in Gruppen angeordnet und haben drei bis sechs Eingänge. Die Gänge sind zwei bis drei Zentimeter im Durchmesser und bis zu drei Meter lang.
Neben diesen einfachen, selbstgegrabenen Bauen nutzt er häufig Felsspalten oder die Baue von Murmeltieren. Dort werden die Jungtiere geworfen und aufgezogen.
Anhand von Backentascheninhalten konnte festgestellt werden, dass sein Aktionsraum über 200 Meter durchmessen kann.
Er ist nachtaktiv.

### Fortpflanzung
Die Fortpflanzungszeit des Langschwanz-Zwerghamsters beginnt im März oder im April.
In Daurien wirft er erstmals etwa im letzten Märzdrittel. Trächtige Weibchen wurden noch im August gefangen und die Wurfzeit dauert vermutlich bis in den September an.
Zwei Würfe im Jahr sind normal,
jedoch können überwinterte Tiere auf bis zu drei Würfe kommen und die im ersten Wurf des Jahres geborenen Tiere werfen gewöhnlich nur einmal.
Die Wurfgröße liegt bei vier bis neun Jungtieren.
Die Anzahl der Embryonen oder Uterusnarben gab Flint (1966) bei 36 gefangenen Tieren dreimal mit vier, achtmal mit fünf, 14-mal mit sechs, sechsmal mit sieben, viermal mit acht und einmal mit eins an. Damit bleibt der Langschwanz-Zwerghamster hinsichtlich seiner Vermehrungsintensität geringfügig hinter anderen Hamstern zurück.

## Verbreitung und Fossilfunde

Das Verbreitungsgebiet des Langschwanz-Zwerghamsters erstreckt sich über den Norden und das Zentrum Chinas, die Mongolei, den Süden Sibiriens und den Osten Kasachstans.

Das Verbreitungsgebiet des Langschwanz-Zwerghamsters erstreckt sich über den Norden und das Zentrum Chinas, den Westen und das Zentrum der Mongolei, den Süden Sibiriens und den Osten Kasachstan.
In China kommt er im Norden Xinjiangs, in der Inneren Mongolei, in Hebei, in Peking, in Tianjin, im Norden Henans, in Shanxi, in Shaanxi, in Ningxia, in Gansu, in Qinghai und in Tibet vor.
In der Mongolei ist er östlich etwa bis zum 104. Längengrad Ost verbreitet. Kürzlich wurde er im nördlichen Teil des Ikh-Nartiin-Chuluu-Naturschutzgebiets in der Ostgobi entdeckt.
In Sibirien bewohnt er Tuwa, das Sajangebirge und den Westen Dauriens.
Fossilfunde sind nicht bekannt.

## Systematik und Nomenklatur

### Äußere Systematik
Molekulargenetische Untersuchungen der mitochondrialen Cytochrom-b- und 12S-rRNA-Gene sowie des nukleären vWF-Gens durch Neumann und Mitarbeiter (2006) ergaben für die untersuchten Hamsterarten ein Schwestergruppenverhältnis des Langschwanz-Zwerghamsters mit dem Daurischen Zwerghamster.
Demnach haben sich die beiden Arten vor 2,9 bis 3,1 Millionen Jahren voneinander und vor 5,8 bis 7,4 Millionen Jahren von anderen Hamsterarten getrennt.
Karyologische Untersuchungen mittels Anfärben der Chromosomenbanden durch Romanenko und Mitarbeiter (2007) legen dagegen eine engere Verwandtschaft mit dem Grauen Zwerghamster und dem Feldhamster nahe.
Neumann und Mitarbeiter (2006) stellen den Langschwanz-Zwerghamster als einzige Art in die Cricetulus longicaudatus-Gruppe
und Pawlinow (2003) vereint ihn mit dem Daurischen Zwerghamster und dem Sokolow-Zwerghamster in der Untergattung Cricetulus.
Konstantin Alexejewitsch Satunin vereinte ihn dagegen 1903 mit dem Kham-Zwerghamster und ähnlichen, langschwänzigeren Hamstern in der Gattung Urocricetus.
John Reeves Ellerman fasste ihn 1941 anhand der Literatur ebenfalls mit dem Kham-Zwerghamster in der Cricetulus longicaudatus-Gruppe zusammen.
Ellerman und Terence Charles Stuart Morrison-Scott vereinten ihn dagegen 1951 mit dem Grauen Zwerghamster und dem Daurischen Zwerghamster in der Cricetulus migratorius-Gruppe.
Gestützt auf die Literatur ordnete Wladimir Jewgenjewitsch Flint ihm 1966 wieder den Kham-Zwerghamster zu.

### Innere Systematik
Smith und Hoffmann (2008), Clark und Mitarbeiter (2006) sowie Gromow und Jerbajewa (1995) unterscheiden die folgenden drei Unterarten des Langschwanz-Zwerghamsters:
- Cricetulus longicaudatus chiumalaiensis Wang & Cheng, 1973 in Qinghai und in Tibet,
- Cricetulus longicaudatus longicaudatus (Milne-Edwards 1867) in China und in der Mongolei mit den Synonymen andersoni Thomas, 1908 in Shanxi, nigrescens Allen, 1925 in Hebei, dichrootis Satunin, 1903 im Nan Shan und griseiventris Satunin, 1903 in der Mongolei sowie
- Cricetulus longicaudatus kozhantschikovi Vinogradov, 1927 in Tuwa und im Sajangebirge.

Gromow und Jerbajewa (1995) erkennen auf dem Gebiet der ehemaligen Sowjetunion Cricetulus longicaudatus kozhantschikovi (in Tuwa und im Sajangebirge) als Unterart an,
Clark und Mitarbeiter (2006) in der Mongolei die Unterart Cricetulus longicaudatus longicaudatus.
Smith und Hoffmann (2008) unterscheiden dagegen in China die beiden Unterarten Cricetulus longicaudatus chiumalaiensis (im Süden Qinghais und in Tibet) und Cricetulus longicaudatus longicaudatus (im Norden Xinjiangs, in der Inneren Mongolei, in Hebei, in Peking, in Tianjin, im Norden Henans, in Shanxi, in Shaanxi, in Ningxia, in Gansu und in Qinghai). Sie stellen nigrescens in die Synonymie von Cricetulus longicaudatus longicaudatus.
John Reeves Ellerman unterschied 1941 die Unterarten Cricetulus longicaudatus longicaudatus, Cricetulus longicaudatus griseiventris, Cricetulus longicaudatus dichrootis, Cricetulus longicaudatus andersoni, Cricetulus longicaudatus nigrescens und Cricetulus longicaudatus kozhantscikovi.
Glover Morrill Allen ordnete dichrootis dagegen 1940 noch dem Gobi-Zwerghamster zu,
stellte andersoni jedoch bereits in die Synonymie von Cricetulus longicaudatus longicaudatus.
Ellerman und Terence Charles Stuart Morrison-Scott vereinten andersoni 1951 ebenfalls mit Cricetulus longicaudatus longicaudatus und unterschieden die Unterarten Cricetulus longicaudatus longicaudatus (in Gansu, in Shaanxi, in Shanxi, in der Mongolei und in der Mandschurei), Cricetulus longicaudatus griseiventris, Cricetulus longicaudatus dichrootis, Cricetulus longicaudatus nigrescens sowie Cricetulus longicaudatus kozhantscikovi.
Andrei Grigorjewitsch Bannikow fasste 1960 auch nigrescens mit Cricetulus longicaudatus dichrootis zusammen, während Wang Sung und Cheng Chang-lin 1973 sowohl nigrescens als auch dichrootis in die Synonymie von Cricetulus longicaudatus longicaudatus stellten und Cricetulus longicaudatus chiumalaiensis als neue Unterart führten.
Gordon Barclay Corbet vereinte 1978 dichrootis (im Nan Shan), griseiventris (in der Mongolei), kozhantscikovi (im Sajangebirge) und nigrescens (in Hebei) ebenfalls mit Cricetulus longicaudatus longicaudatus und stellte dieser Unterart lediglich Cricetulus longicaudatus chiumalaiensis gegenüber.

### Nomenklatur
Das Typusexemplar des Langschwanz-Zwerghamsters stammt wie das des Gobi-Zwerghamsters vermutlich aus der Nähe von „Saratsi“ am Gelben Fluss etwa 60 Kilometer westlich von Hohhot in der heutigen Inneren Mongolei. Es wurde von Armand David gesammelt, 1867 von Alphonse Milne-Edwards in Recherches pour servir à l'histoire naturelle des mammifères als Cricetus (Cricetulus) longicaudatus (von lateinisch longus ‚lang‘ und caudatus ‚geschwänzt‘) beschrieben und befindet sich vermutlich im Muséum national d’histoire naturelle in Paris.
Konstantin Alexejewitsch Satunin beschrieb 1903 in Neue Nagetiere aus Centralasien ein weiteres Exemplar vom „Bis-shen-gol“ an der Südseite des Gobi-Altai als Cricetulus phaeus griseiventris (von lateinisch griseis ‚grau‘ und venter ‚Bauch‘) und ein Exemplar vom „Gorban-angyr-gol“ im Nan Shan als Cricetulus dichrootis (von altgriechisch δίχρως díchrōs ‚zweifarbig‘ und ὠτός ōtós Genitiv von ‚Ohr‘). Ein etwa 160 Kilometer nordwestlich von Taiyuan in Shanxi von M. P. Anderson gesammeltes Exemplar beschrieb Oldfield Thomas 1908 in List of Mammals from the Provinces of Chih-li and Shan-si, N. China als Cricetulus andersoni.
Glover Morrill Allen beschrieb 1925 ein Exemplar etwa 160 Kilometer nordöstlich von Peking in Hebei als Cricetulus andersoni nigrescens (von lateinisch nigresco ‚schwarz werden‘). Balg und Schädel dieses im März 1922 auf der von Roy Chapman Andrews geleiteten Expedition gesammelten, erwachsenen Männchens befinden sich im American Museum of Natural History in New York und tragen die Inventarnummer 56307.
Ein Exemplar vom „Tuksel-Chem“ im Sajangebirge im Rajon Minussinsk beschrieb Boris Stepanowitsch Winogradow 1927 als Cricetulus kozhantschikovi (nach Igor Wassiljewitsch Koschantschikow). Es befindet sich im Zoologischen Institut der Russischen Akademie der Wissenschaften in Sankt Petersburg.
Wang Sung und Cheng Chang-lin beschrieben schließlich 1973 ein Exemplar aus dem „Sewukou“-Tal im „Chiumalai“-Distrikt in Qinghai als Cricetulus longicaudatus chiumalaiensis. Der Holotypus mit der Inventarnummer 630452 wurde am 31. August 1963 gesammelt, ein Paratypus mit der Inventarnummer 630477 am 1. September 1963 und weitere Exemplare von Mai bis September 1960. Alle Typen befinden sich im Biologischen Institut der Provinz Qinghai in Xining.

## Bestand und Schutz
Die Weltnaturschutzunion IUCN stufte den Langschwanz-Zwerghamster 2008 wie bereits 1996 als nicht gefährdet (Least Concern) ein. Begründet wird dies mit den großen Beständen und der weiten Verbreitung. Ein Bestandsrückgang konnte nicht festgestellt werden und es sind keine großflächigeren Bedrohungen bekannt.
Regional gilt er laut IUCN in China (2004)
sowie in der Mongolei (2006)
ebenfalls als nicht gefährdet.
Bedrohungen des Langschwanz-Zwerghamsters werden gegenwärtig nicht als bedeutend angesehen. Ein Lebensraumverlust könnte durch das Grasen einer zunehmenden Zahl von Vieh verursacht werden. In einigen Gebieten könnten andere Nagetiere in den Wettbewerb um Ressourcen treten. Zudem ist er teilweise durch das Austrocknen von Quellen sowie durch Dürren gefährdet. Unklar ist jedoch, ob es sich dabei um natürliche oder um durch den Menschen verursachte Veränderungen handelt.
In der Mongolei liegen etwa 11 Prozent seines Verbreitungsgebiets in Schutzgebieten.

## Verwendete Literatur
- Glover Morrill Allen: Hamsters Collected by the American Museum Asiatic Expeditions. In: American Museum Novitates. Nr. 179, 1925, ISSN 0003-0082, S. 1–7 (biodiversitylibrary.org – Volltext).
- Glover Morrill Allen: The Mammals of China and Mongolia. Part 2. In: Natural History of Central Asia. Band XI. The American Museum of Natural History, New York 1940 (biodiversitylibrary.org).
- Nyamsuren Batsaikhan, David S. Tinnin, Badamjavin Lhagvasuren, Gansukh Sukhchuluun: Cricetulus longicaudatus. In: IUCN 2010 (Hrsg.): IUCN Red List of Threatened Species. Version 2010.1. 2008 (iucnredlist.org).
- Mongolian Red List of Mammals. In: Emma L. Clark, Munkhbat Javzansuren, Sanduin Dulamtseren, Jonathan E. M. Baillie, Nyamsuren Batsaikhan, Ravchig Samiya, Michael Stubbe (Hrsg.): Regional Red List Series. Band 1. Zoological Society of London, 2006, ISSN 1751-0031 (regionalredlist.com (Memento vom 9. Februar 2012 im Internet Archive) [PDF; 16,1 MB] Volltext).
- Gordon Barclay Corbet: The Mammals of the Palaearctic Region: A Taxonomic Review. British Museum (Natural History)/Cornell University Press, London/Ithaca 1978, ISBN 0-8014-1171-8.
- John Reeves Ellerman: The Families and Genera of Living Rodents. Volume II: Family Muridae. British Museum (Natural History), London 1941 (BHL:34532).
- John Reeves Ellerman, Terence Charles Stuart Morrison-Scott: Checklist of Palaearctic and Indian Mammals 1758 to 1946. British Museum (Natural History), London 1951 (BHL:35410).
- Wladimir Jewgenjewitsch Flint: Die Zwerghamster der paläarktischen Fauna. In: Neue Brehm-Bücherei. 2., unveränderter Nachdr. der der 1. Auflage. Band 366. Westarp Wissenschaften, Hohenwarsleben 2006, ISBN 3-89432-766-9 (Erstausgabe:  1966).
- Igor Michailowitsch Gromow, Margarita Alexandrowna Jerbajewa: Млекопитающие фауны России и сопредельных территорий (зайцеобразные и грызуны)/[Die Säugetiere Russlands und angrenzender Gebiete (Hasenartige und Nagetiere)]. Russische Akademie der Wissenschaften (Zoologisches Institut), Sankt Petersburg 1995 (zoomet.ru – Volltext).
- Karsten Neumann, Johan Michaux, Wladimir S. Lebedew, Nuri Yigit, Ercüment Çolak, Natalja W. Iwanowa, Andrei B. Poltoraus, Alexei Surow, Georgi Markow, Steffen Maak, Sabine Neumann, Rolf Gattermann: Molecular Phylogeny of the Cricetinae Subfamily Based on the Mitochondrial Cytochrome b and 12S rRNA Genes and the Nuclear vWF Gene. In: Molecular Phylogenetics and Evolution. Band 39, Nr. 1, 2006, ISSN 1055-7903, S. 135–148, doi:10.1016/j.ympev.2006.01.010.
- Igor Jakowlewitsch Pawlinow: Систематика современных млекопитающих/[Systematik rezenter Säugetiere]. Staatliche Universität Moskau, Moskau 2003 (zmmu.msu.ru – Volltext).
- Igor Jakowlewitsch Pawlinow, Olga Leonidowna Rossolimo: Систематика млекопитающих СССР/[Systematik der Säugetiere der UdSSR]. Staatliche Universität Moskau, Moskau 1987 (zmmu.msu.ru – Volltext).
- Swetlana Anatoljewna Romanenko, Vitaly T. Volobouev, Polina Lwowna Perelman, Wladimir Swjatoslawowitsch Lebedew, Natalija A. Serdjukowa, Wladimir Alexandrowitsch Trifonow, Larissa Semenowna Biltuijewa, Nie Wen-hui, Patricia C. M. O’Brien, Nina Schamiljewna Bulatowa, Malcolm Andrew Ferguson-Smith, Yang Feng-tang, Alexander Sergejewitsch Grafodatski: Karyotype Evolution and Phylogenetic Relationships of Hamsters (Cricetidae, Muroidea, Rodentia) Inferred from Chromosomal Painting and Banding Comparison. In: Chromosome Research. Band 15, Nr. 3, 2007, ISSN 0967-3849, S. 283–297, doi:10.1007/s10577-007-1124-3.
- Shao Ming-qin, Liu Nai-fa: The Diet of the Little Owl (Athene noctua) in the Desert Habitats of Northwestern China. In: Journal of Raptor Research. Band 42, Nr. 1, 2008, ISSN 0892-1016, S. 61–64, doi:10.3356/JRR-05-17.1.
- Andrew T. Smith, Robert S. Hoffmann: Subfamily Cricetinae—Hamsters. In: Andrew T. Smith, Xie Yan (Hrsg.): A Guide to the Mammals of China. Princeton University Press, Princeton/Oxford 2008, ISBN 978-0-691-09984-2, S. 239–247.
- Wang Sung, Cheng Chang-lin: Notes on Chinese Hamsters (Cricetinae). In: Acta Zoologica Sinica. Band 19, Nr. 1, 1973, ISSN 1674-5507, S. 61–68 (actazool.org [PDF] Volltext).